# Hexanchus griseus
La cañabota gris, tiburón de seis branquias chata o tiburón de peinetas (Hexanchus griseus) es una especie de tiburón de la familia Hexanchidae, siendo la más grande de esta familia al poder superar los 6 m de longitud.

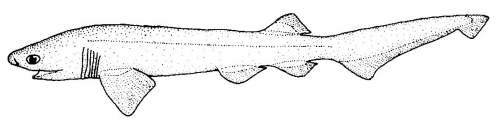
Tiburón de seis branquias.

Habita a grandes profundidades en aguas tropicales y templadas alrededor del mundo.

## Descripción
Sus seis aperturas branquiales a cada lado de la cabeza, indican que se trata de un escualo muy primitivo, pues las especies de tiburones más evolucionados presentan cinco aperturas branquiales.
La cañabota llega a medir hasta 6,1 m de longitud total y pesar más de 1000 kg. Tiene un cuerpo robusto y la cabeza ancha y aplanada con el rostro corto y redondeado. La boca, ventral y redondeada, tiene los dientes de la mandíbula superior en una fila, y los de la mandíbula inferior, en 6 filas, con forma de peine.
Sus ojos son grandes, elípticos y verdosos y sin membrana nictitante, anteriores a la boca. Solo posee una aleta dorsal y está atrasada, incluso posterior a la cloaca y a las aletas pélvicas y relativamente próxima a la caudal. Su color es pardo grisáceo, con vientre más pálido y el borde de las aletas algo más oscuro.
Los dentículos dérmicos son pedunculados, con las coronas con una cresta longitudinal que se prolonga en un ápice, y sendas crestas laterales con sus respectivos ápice secundarios.

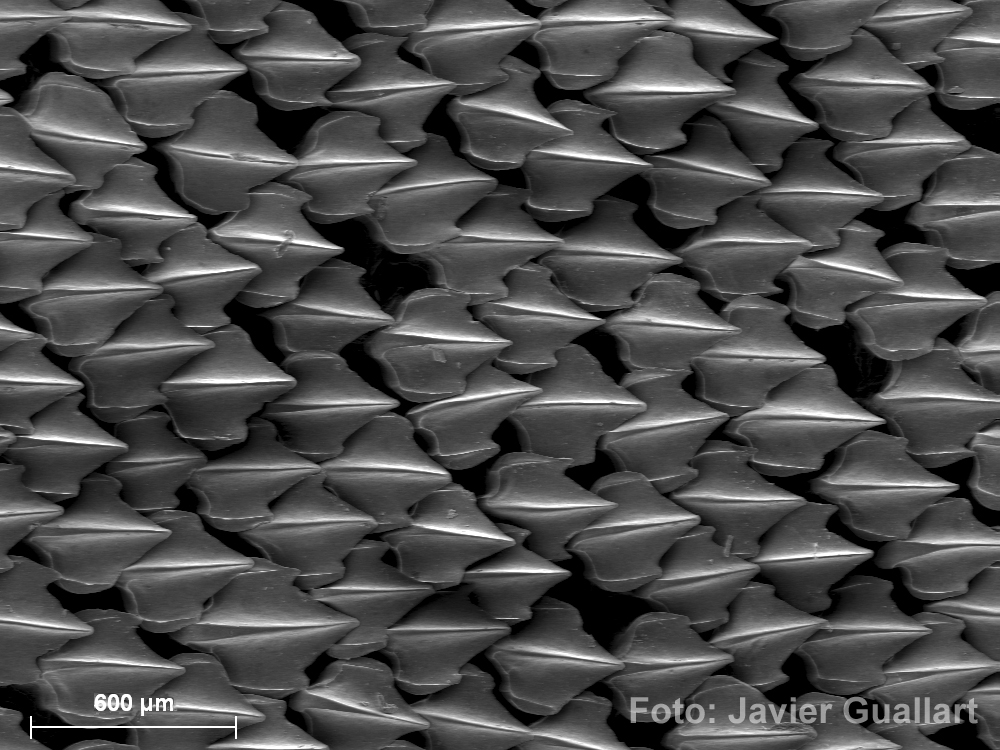
Dentículos dérmicos

## Distribución y hábitat
Se trata de una especie de hábitos solitarios y de ambientes bentónicos ligados al talud de las plataformas continentales e insulares. Se le encuentra en las costas oceánicas tropicales y templadas -desde Islandia a Namibia, estando presente en el Mediterráneo- a profundidades de hasta más de 2.000 m. En determinados enclaves y en algunas épocas del año, algunos ejemplares pueden ascender por la noche hasta ambientes litorales, y es posible observarlo a pocos metros de la superficie.

## Comportamiento
No es una especie peligrosa para el ser humano, y los escasos ataques registrados a humanos han sido tras provocarlo previamente. Su carne se comercializa fresca o congelada para consumo -aunque se considera semitóxica por sus fuertes efectos laxantes- y también para producción de aceite y alimentación de peces. 

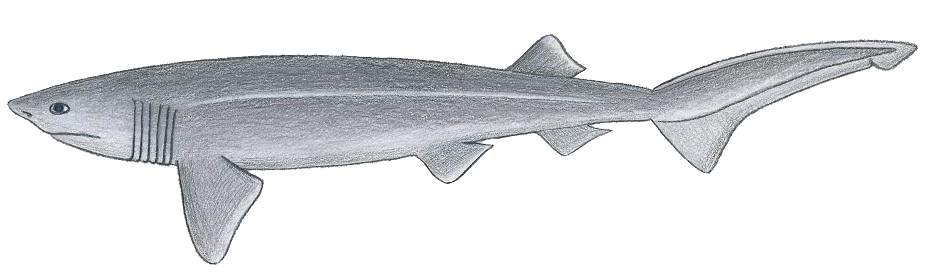
Tiburón vaca gris.

### Alimentación y reproducción
Se alimenta de peces, crustáceos, otros tiburones, y también puede presentar hábitos carroñeros. Las hembras son fértiles al llegar a los 4,5 m y los machos a los 3,6 m. La época de reproducción es entre octubre y mayo. Se reproduce mediante viviparismo aplacentario, pudiendo tener de 20 a 100 embriones entre los que se produce canibalismo intrauterino. Los recién nacidos miden unos 70 cm.